# Чебоксари
Чебокса́ри або Шупашка́р (рос. Чебоксары, чув. Шупашкар) — столиця Чуваської Республіки в Російській Федерації. Населення міста складає 497 618 осіб (2020).

## Опис міста

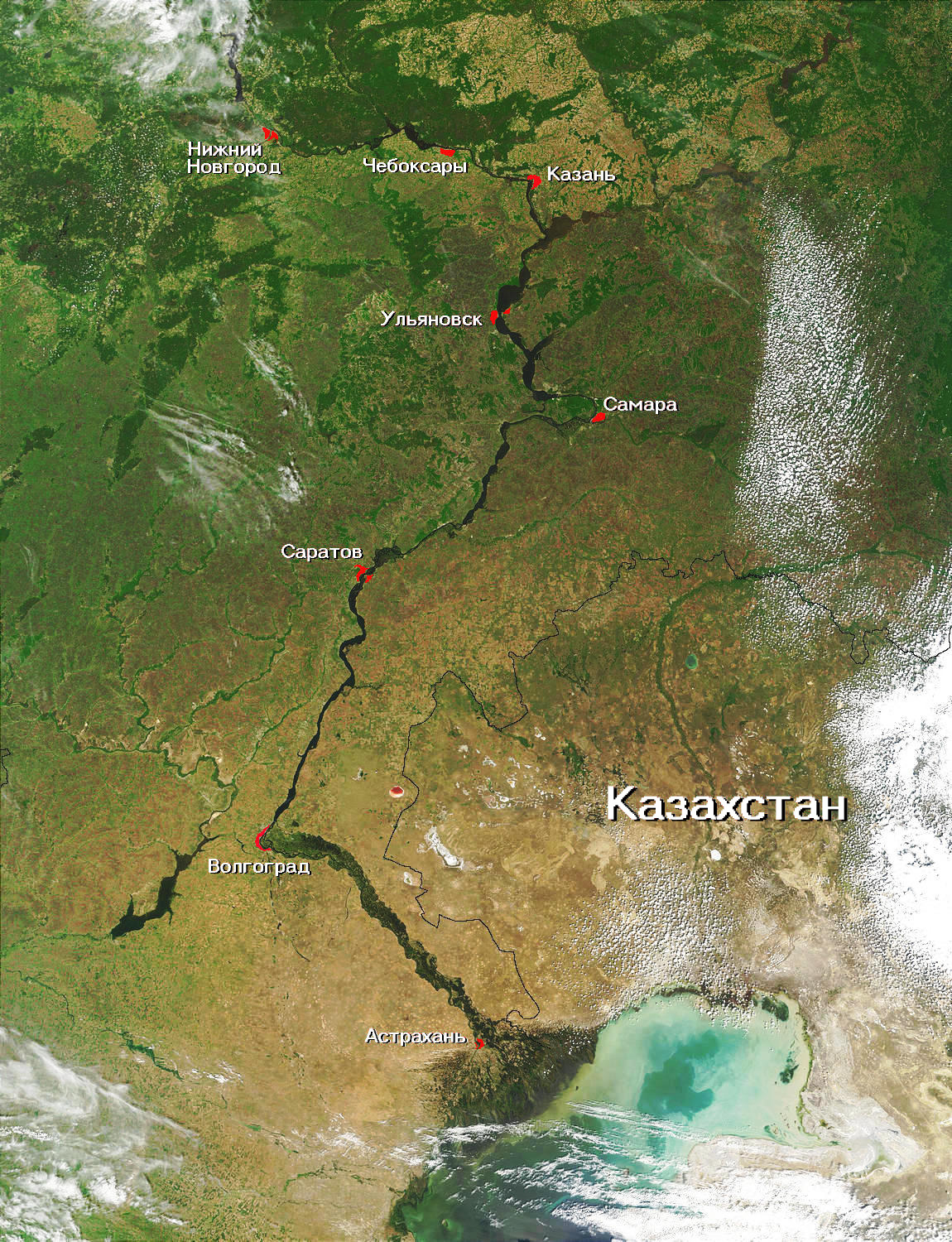
Географічне положення міста на фото зі супутника

Чебоксари розташовані на правому березі річки Волга між містами Нижній Новгород і Казань. Місто є аномальною зоною Росії.
До складу Чебоксар входять три райони — Калінінський, Ленінський, Московський і Заволзьке територіальне управління. Селища, що входять до складу Чебоксар: Нові Лапсари, Соснівка, Альгешеве.
Чебоксари мають місто-супутник — Новочебоксарськ (населення коло 125 тис. осіб). День міста Чебоксари: третя неділя серпня.
Загальна довжина сучасних кордонів міста становить 83,3 км, з них по суходолу — 67 км, вздовж набережної Волги — 16,3 км. Площа міста, разом з заволзькою частиною, становить 23 302 га.
Основні промислові підприємства та комунально-складські заклади об'єднані в промислові зони: Східну і Південну (80 % робочих місць промисловості міста). В центральному секторі міста мешкає близько 7 % населення, зосереджено близько 70—75 % робочих місць невиробничої сфери. Північний сектор — Заволжя — найменш заселений район і характеризується в основному як відпочинкова зона.

## Історія

Перше достовірне зображення міста Чебоксари (гравюра 1733)

Герб Чебоксар (1781)

Чебоксарський ботанічний сад, філія Головного ботанічного саду РАН

- У письмових джерелах Чебоксари згадуються з 1469 року, коли московські воїни зупинились тут на своєму шляху на Казанське ханство. Однак як населений пункт він існував набагато раніше. За даними археологічним розкопок на його місці з рубежу XIII–XIV сторіч існувало булгаро-чувашське поселення.
- У 1555 було збудовано московську військову фортецю Чебоксари, крім фортець був закладений ще торгово-промисловий посад.
- У 1625 в Чебоксарах налічувалось 458 військовослужбовця; за даними 1646 року, в посаді мешкав 661 чоловік.
- У 1-й чверті XVIII сторіччя деякі категорії служилих людей (стрільці, козаки) були переведені в податні стани. За результатами 1-ї ревізії 1723 року, в Чебоксарах налічувалось 1924 чол. податного населення (чоловіків); в 1879 мешкало 4498 людей (2308 жін., 2190 чол.), в тому числі 2450 міщан, 277 купців, 146 дворян.
- З кінця XVII — початку XVIII сторіччя Чебоксари вважалися великим торговельним містом Поволжя, у 1781 році набули статусу провінційного міста Казанської губернії. На початку XIX сторіччя його населення становило п'ять з половиною тисяч мешканців, а промисловість обмежувалась лісопилкою та декількома невеличкими заводиками. Місто було відоме також багатьма церквами (25 церков и 4 монастирі), а чебоксарські дзвони знали в Лондоні и Парижі.
- У XVI — 1-й половині XVII сторіччя в місті були побудовані Введенський собор, 4 монастирі: 2 чоловічих — Троїцький та Преображенський, 2 жіночих — Миколаївський та Благовіщенський, 1 чоловічий пустинь Сретенська (Володимирська, пізніше монастир), 8 церков.
- У XVIII сторіччі в Чебоксарах були збудовані кам'яні будинки скарбниці й архіву, магістрату, 10 кам'яних церков. 1880 року тут налічувалось 783 будинки (в тому числі 33 кам'яних), 91 крамниця и магазин, 3 училища, 2 лікарні, 1 банк.
- На початку XX сторіччя в місті мешкало 5,1 тис. осіб. Загальна площа території, разом з передмістями: Геронт'ївською слободою, Лакріївкою, Усадкою, Набережною, Кнутихою, Будайкою, Селиванівкою, Якимівою, Свічкиним, становила приблизно 600 га.

## Адміністративний поділ
До складу Чебоксар входять три адміністративних райони:
- Калінінський,
- Ленінський,
- Московський.

## Клімат
| Клімат Чебоксар                     | Клімат Чебоксар | Клімат Чебоксар | Клімат Чебоксар | Клімат Чебоксар | Клімат Чебоксар | Клімат Чебоксар | Клімат Чебоксар | Клімат Чебоксар | Клімат Чебоксар | Клімат Чебоксар | Клімат Чебоксар | Клімат Чебоксар | Клімат Чебоксар |
| Показник                            | Січ.            | Лют.            | Бер.            | Квіт.           | Трав.           | Черв.           | Лип.            | Серп.           | Вер.            | Жовт.           | Лист.           | Груд.           | Рік             |
| Абсолютний максимум, °C             | 4,7             | 5,0             | 12,4            | 24,0            | 32,5            | 36,2            | 38,6            | 39,9            | 29,7            | 21,4            | 11,4            | 7,0             | 39,9            |
| Середній максимум, °C               | −9,4            | −7,4            | −1,5            | 8,5             | 18,4            | 22,2            | 24,2            | 22,0            | 15,5            | 6,6             | −1,2            | −6,2            | 7,6             |
| Середня температура, °C             | −12,9           | −10,7           | −5,1            | 4,3             | 12,6            | 16,6            | 18,8            | 16,6            | 10,6            | 3,1             | −3,4            | −9,1            | 3,5             |
| Середній мінімум, °C                | −16,4           | −14,1           | −8,5            | 0,4             | 7,7             | 11,9            | 14,4            | 12,4            | 7,2             | 0,8             | −5,8            | −12,2           | −0,2            |
| Абсолютний мінімум, °C              | −39             | −33             | −27             | −16,9           | −2              | 1,0             | 6,2             | 3,6             | −2,5            | −11,9           | −25,9           | −44,3           | −44,3           |
| Норма опадів, мм                    | 29              | 19              | 25              | 33              | 37              | 60              | 65              | 52              | 51              | 51              | 43              | 34              | 499             |
| ----------------------------------- | --------------- | --------------- | --------------- | --------------- | --------------- | --------------- | --------------- | --------------- | --------------- | --------------- | --------------- | --------------- | --------------- |
| Джерело: Погода та клімат ВМО(рос.) |                 |                 |                 |                 |                 |                 |                 |                 |                 |                 |                 |                 |                 |

## Економіка
- Чебоксарський завод промислових тракторів
- Чебоксарський агрегатний завод
- Чебоксарський електроапаратний завод
- Текстільмаш
- Чебоксарський приладобудівний завод
- Чебоксарський завод електровимірювальних приладів
- Чебоксарський дослідно-експериментальний завод «Энергозапчасть»
- Чебоксарський завод кабельних виробів «Чувашкабель»
- Чебоксарський бавовняний комбінат
- Чебоксарська панчішно-трикотажна фабрика
- Чебоксарська лентоткацька фабрика
- Чувашенерго
- Чебоксарська кондитерська фабрика
- Лікеро-горілчаний завод «Чебоксарський»
- Чебоксарський пивоварний завод
- Чебоксарське виробниче об'єднання імені В. І. Чапаєва

## Транспорт
Економіко-географічне положення міста характеризується наявністю автомагістралей «Нижній Новгород — Чебоксари — Ульяновськ», а через дамбу Чебоксарської ГЕС — на Казань і Йошкар-Олу. Через Чебоксари проходять дві федеральні автомагістралі: М7 «Волга» і A119 А119 «В'ятка».
Місто має власний аеропорт і залізничний вокзал.
Міський громадський транспорт представлений тролейбусом, автобусом, маршрутними таксі і таксі.
14 січня 2020 року відкрито новий міжміський тролейбусний маршрут № 100 «Чебоксари (Червона площа) — Новочебоксарськ (Бібліотека)». Маршрут руху в Чебоксарах пролягає по Президентському проспекту, вулиці Калініна, Марпосадському шосе, у Новочебоксарську — вулицею Радянською. Випуск на лінію становить 4 тролейбуси, інтервал руху — 24 хвилини. На маршруті працюють тролейбуси з можливістю автономного ходу УТТЗ-6241-10-02 «Горожанин» (№ 909—912), які обслуговуються тролейбусним депо № 1 міста Чебоксари.

## Телекомунікації
- Національне радіо Чувашії

## Освіта

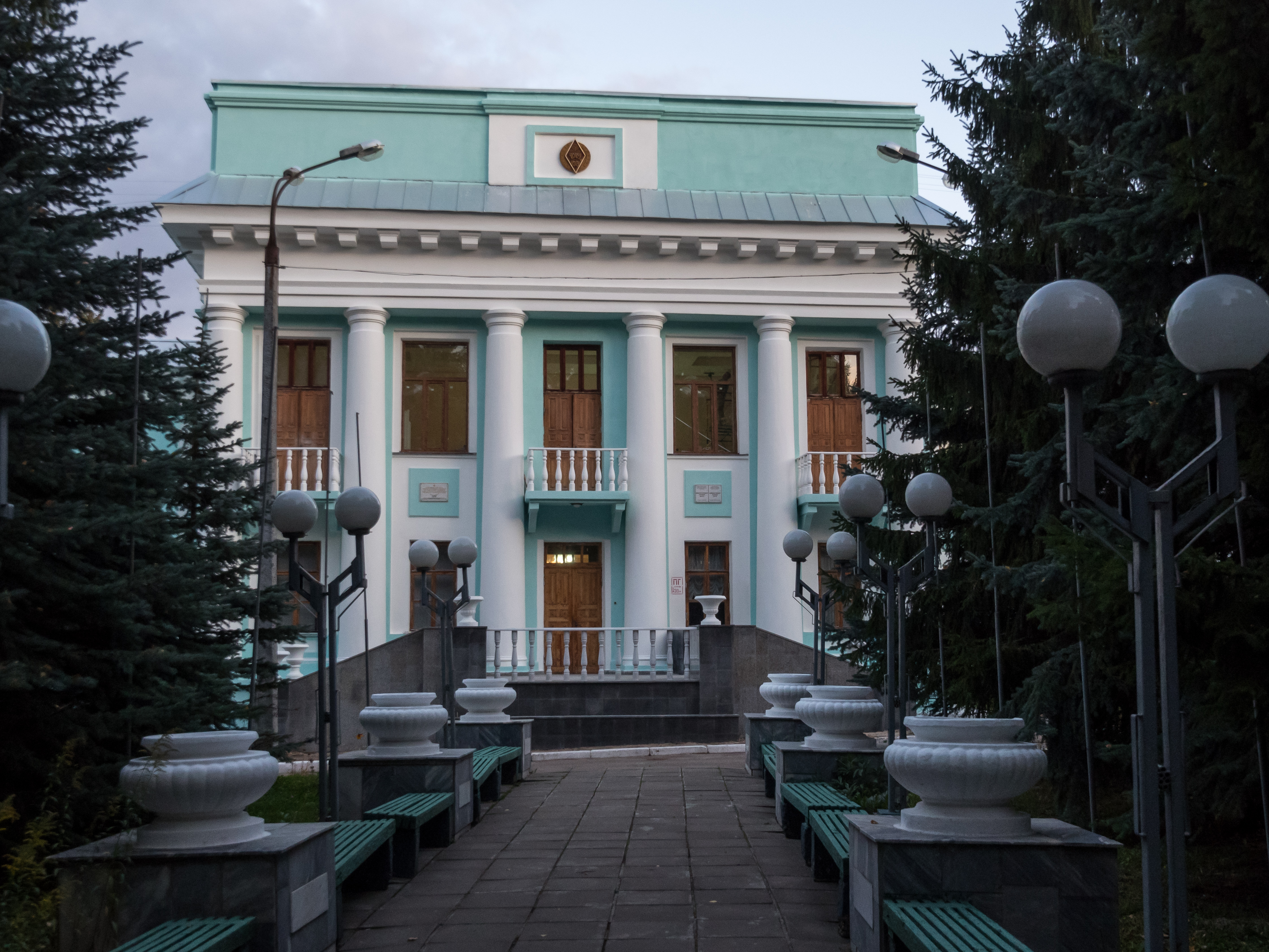
Чуваський державний університет імені І. М. Ульянова

- Чуваський державний університет імені І. М. Ульянова
- Чуваський державний педагогічний університет імені І. Я. Яковлєва
- Чуваська державна сільськогосподарська академія
- Чебоксарський кооперативний інститут — філія Російського університету кооперації
- Чуваська державний інститут культури і мистецтв
- Чебоксарська фізико-математична школа-інтернат

Крім вище перерахованих діє декілька філій інститутів з інших міст.

## Театри і філармонія
- Чуваський державний академічний драматичний театр імені К. В. Іванова
- Чуваський державний театр опери та балету
- Державний ордена «Знак пошани» Російський драматичний театр
- Чуваський державний ордена Дружби народів театр юного глядача ім. Михайла Сеспель
- Чуваський державний театр ляльок
- Чуваська державна філармонія

## Музеї
- Чуваський національний музей
- Чуваський державний художній музей
- Музей Мішші Сеспеля
- Літературний музей ім. К. В. Іванова.
- Музей чуваської вишивки

## Міжнародні зв'язки
У Чебоксар існують побратимські відносини з трьома містами:
- Санта-Клара,  Куба
- Егер,  Угорщина

## Православні храми и монастирі
- Введенський собор (1651)
- Церква Михаїла Архангела (1702)
- Ансамбль Свято-Троїцького монастиря (XVII—XVIII ст.)
- Свято-Троїцький чоловічий монастир
- Володимирська церква (1716)
- Воскресенська церква (1758)
- Успенська церква (1763)
- Усипальниця Єфремова (1911)
- Спасо-Преображенський жіночий монастир
- Казанська церква
- Храм-годинникова вежа Іоанна Воїна
- Церква 2000-річчя Різдва Христового
- Храм Святих Новомучеників і Сповідаючихся Російських
- Храм Взискання загиблих

## Мости
- Гагарінський міст
- Калінінський міст
- Московський міст
- Октябрський міст
- Сугутський міст

## Відомі люди
Тут народилися філолог і методист Сергій Абакумов, космонавт Андріян Нікалаєв, біатлоністка Лілія Вайгіна-Єфремова та інші відомі особистості.
Тривалий час у місті жив та керував геологічною партією відомий радянський письменник-фантаст Ігор Дручин, помер у Чебоксарах у листопаді 2002 року.